# East Ferris
East Ferris es un municipio canadiense situado en la provincia de Ontario.

## Superficie
East Ferris tiene una superficie de 151,94 km².

## Demografía
En 2021, tenía 4946 habitantes, una densidad poblacional de 32,6 hab./km², y 2172 viviendas.